# Joachim Bruhn (General)
Joachim Bruhn (* 12. Februar 1921 in Flensburg; † 13. Juni 2012 in Hamburg) war ein deutscher Offizier, zuletzt Brigadegeneral des Heeres der Bundeswehr.

## Leben
Nach der Primareife 1938 absolvierte Bruhn eine kaufmännische Lehre. 1941 trat er in die Wehrmacht ein und nahm am Krieg gegen die Sowjetunion teil. Am 1. Dezember 1943 wurde er zum Leutnant befördert. Bei Kriegsende 1945 war er Kompaniechef.
Nach 4½-jähriger sowjetischer Kriegsgefangenschaft arbeitete Bruhn beim Bundespasskontrolldienst. 1956 trat er in die Bundeswehr als Oberleutnant ein (Standortoffizier) und wurde ein Jahr später zum Hauptmann befördert. In diesem Dienstgrad war er zunächst Standortkommandant von Schleswig.
Danach diente er als Chef der Stabskompanie und später als G4 in der Panzergrenadierbrigade 16. 1961 wurde er zum Major befördert, 1966 zum Oberstleutnant. 1969 wurde Bruhn Inspektionschef und später Lehrgruppenkommandeur der Kampftruppenschule III. 1972 erfolgte die Beförderung zum Oberst und stellvertretenden Brigadekommandeur Panzergrenadierbrigade 16, deren Kommandeur er 1976 wurde. Vom 1. Oktober 1977 bis zu seiner Pensionierung am 31. März 1981 war er stellvertretender Kommandeur der 1. Panzerdivision Hannover und Kommandeur der Divisionstruppen.